# エンブ (カウンティ)

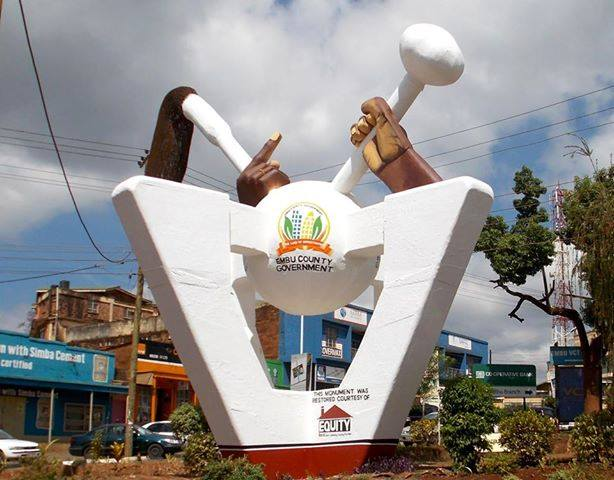
エンブ (カウンティ)の記念碑

エンブ（スワヒリ語: Wilaya ya Embu、英語: Embu County）はケニアの旧東部州中部のカウンティ。
中心都市のエンブは、2013年までは東部州の州都だった。
2009年の人口は51万6212人だった。

## 人口
- 1979年8月24日：26万3173人
- 1989年8月24日：37万138人
- 1999年8月24日：44万9149人
- 2009年8月24日：51万6212人[2]

## 隣接カウンティ
- 北：タラカ＝ニシ
- 東：キツイ
- 南：マチャコス
- 西：キリニャガ

## 民族
- エンブ人（英語版）
- ムベーレ人（英語版）

## 環境
ケニア山が有る北西から南東に向かって斜面が広がっている。
最低地点はタナ川盆地の515mで、最高地点は北西のケニア山の4570mである。
タナ川以外の主要河川は、Thũci川、Kiĩ川、Rũvingasĩ川、Thiba川、Ĩna川である。

## 気候
雨季は3月～6月と、10月～12月である。
年間平均降水量は1067.5mmで、地域により640mmから1495mmに及ぶ。
1700m以上の高地では、最高気温は3月の30℃、最低気温は7月の12℃である。

## 指標
| カウンティ       | %    |
| ---------------- | ---- |
| 都市化率         | 16.1 |
| 識字率           | 92.7 |
| 15～18歳の就学率 | 71.3 |
| 道路舗装率       | 4.5  |
| 良好道路率       | 33.7 |
| 電力普及率       | 14.9 |
| 貧困率           | 42   |

## 教育

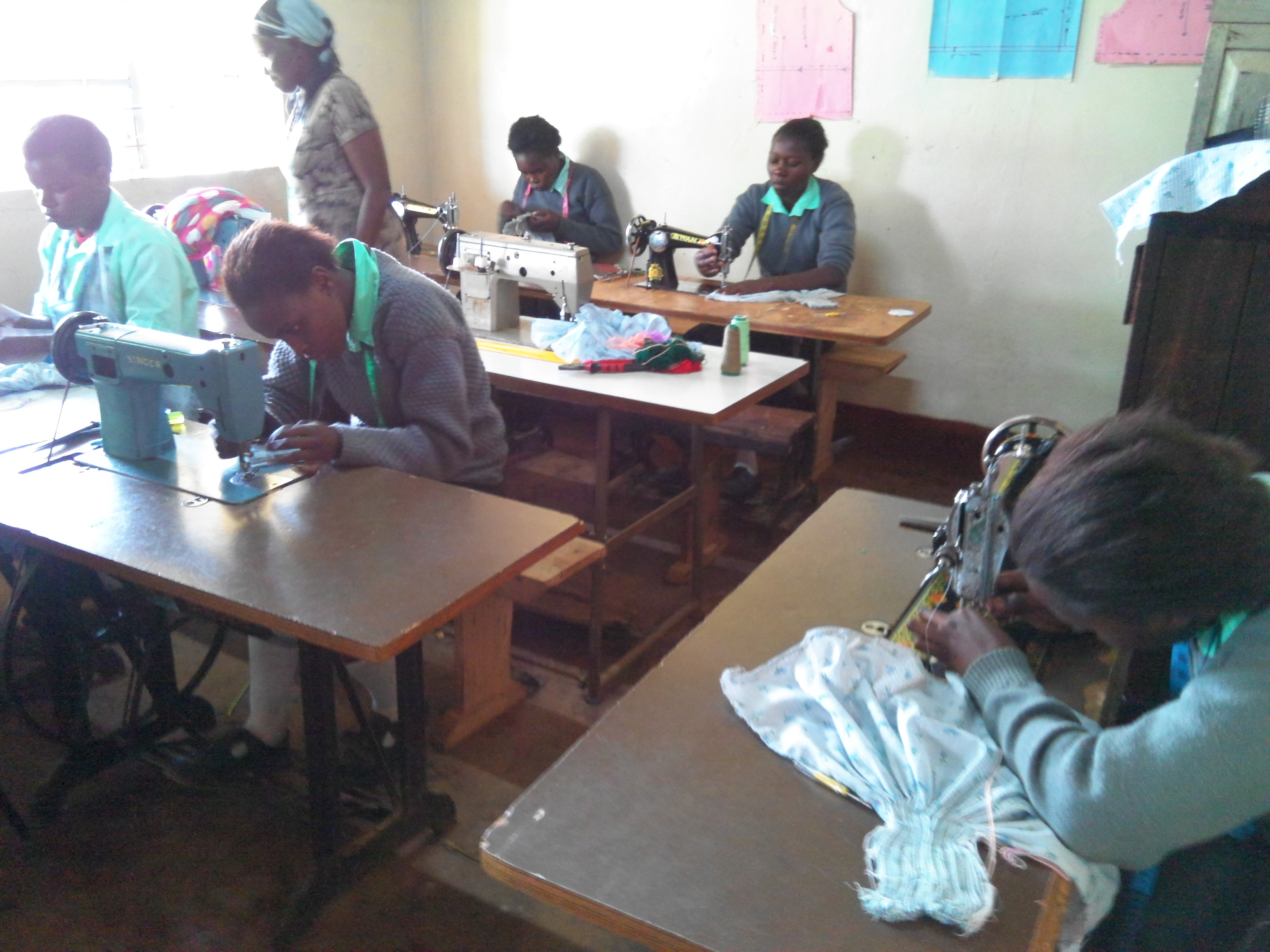
エンブ技術大学

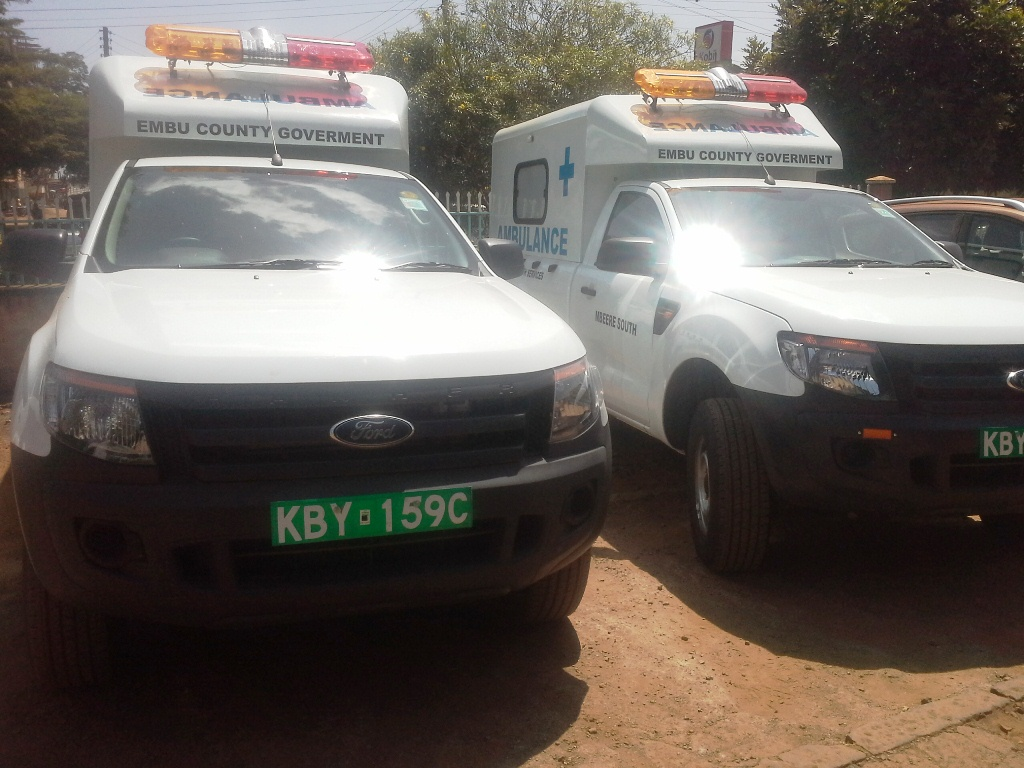
エンブの救急車

2014年1月、ケニアで初めて「前期児童発展教育」(ECDE)が導入された。

## 経済

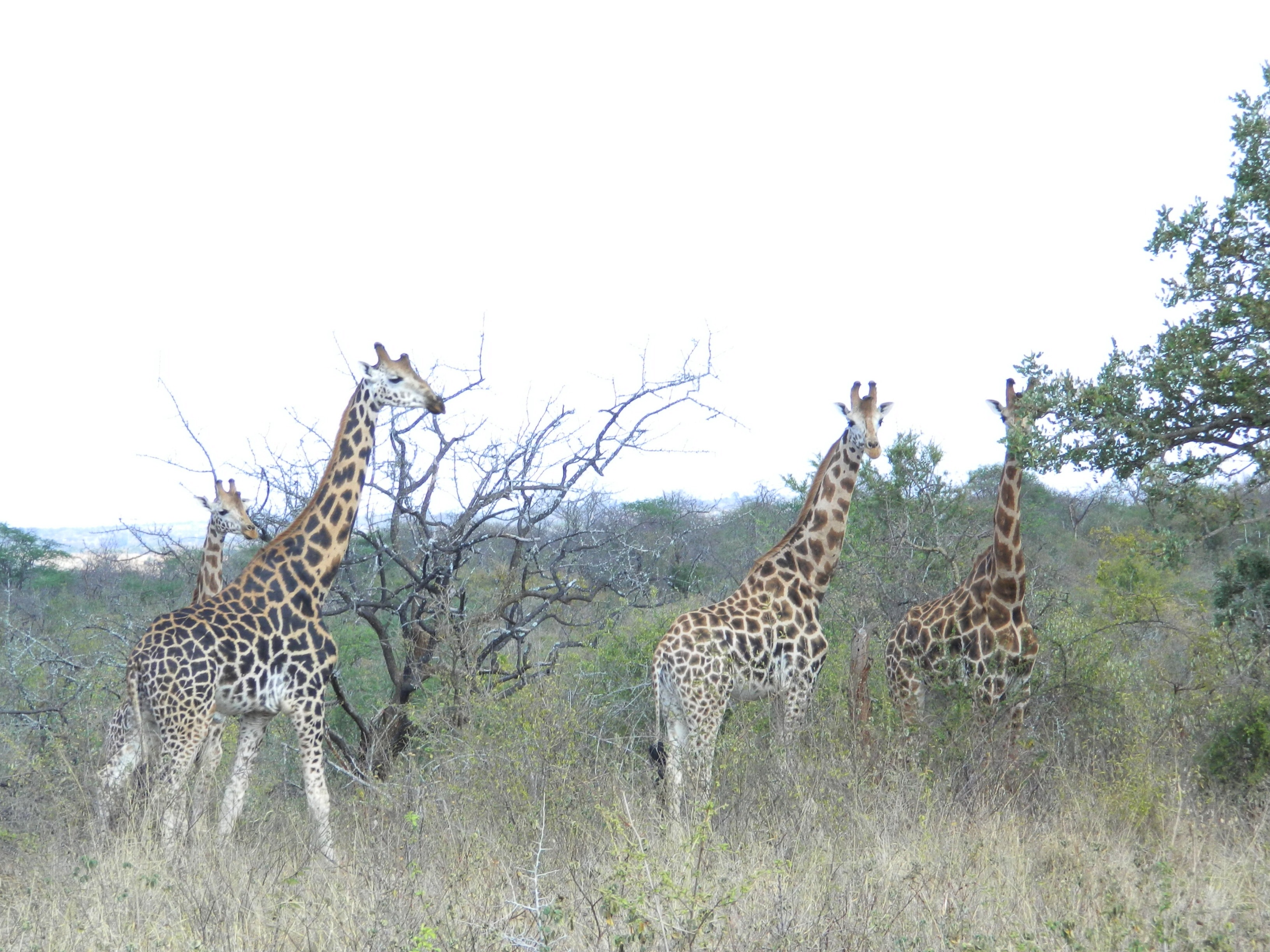
ムウェア国立保護区のキリン

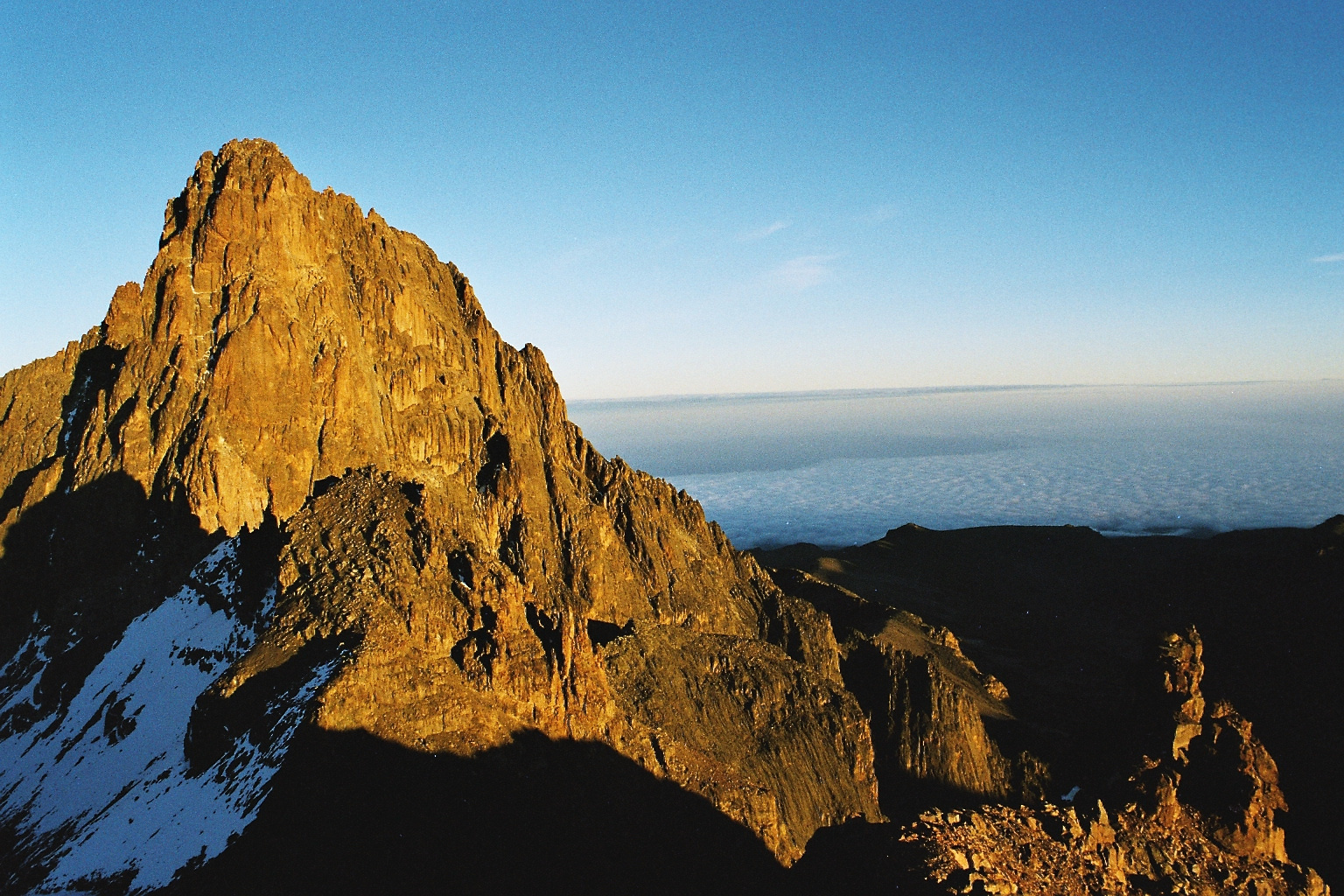
ケニア山

### 農業
70.1%の住民と87.9%の世帯が農業に従事している。
高地では珈琲や茶等の現金作物を栽培している。
低地では玉蜀黍や豆、大角豆、バナナ、トマト、ポーポー、アボカド、柑橘類等の食糧作物を栽培している。
1万9000haの農場の内、1万4000haが食糧作物を作っている。
畜産は、高地で牛乳とその加工品が作られている。
牛や山羊、羊、鶏が中心である。
漁業は、鱒、ティラピア、泥魚、鯰が水力発電所のダムで採れる。

## 著名人
- ジェレミアー・ニャガー（英語版）(Jeremiah J.M. Nyagah)[4]
  - 1920年11月24日～2008年4月10日
  - 政治家

- ジョン・ンジュエ（英語版）(John Njue)
  - 1944年～
  - カトリックの枢機卿

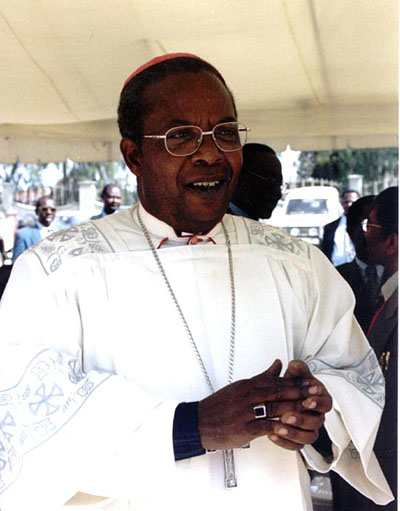
ジョン・ンジュエ

- ジャスティン・ムトゥリ（英語版）(Justin Muturi)
  - 1956年4月28日～
  - 2013年7月28日～：第7代国民議会議長

- パトリック・ンジル（英語版）(Patrick Njiru)
  - 1957年7月12日～
  - ラリー選手
  - 1983年～2002年：スバル世界ラリー隊（英語版）に所属